# 比利·休斯 (澳大利亚)
威廉·莫里斯·休斯，CH，KC（英語：William Morris Hughes，1862年9月25日—1952年10月28日），澳大利亚政治家、前總理（1915-1923）。他从1901年澳大利亚议会成立起即担任议员，直至1952年去世为止，共担任了51年的议员職務，是迄今为止在位时间最长的澳大利亚國會议员。

## 个人生平

休斯第二次婚姻中唯一的孩子是海倫·米凡威·休斯 (Helen Myfanwy Hughes)，圖片資訊：海倫·休斯（Helen Hughes，1915-1937 年），菲利普·德·拉斯洛(Philip de László)於 1931 年繪製

休斯出生于英国伦敦，自小在威尔士长大，1884年移民澳大利亚，先后从事过多个工人岗位。他积极参与工人运动，1892年加入澳大利亚工党。1894年，休斯当选新南威尔士州立法大会议员，开始了政治生涯。
1915年他獲選為總理，但不久由於在第一次世界大戰的徵兵問題上與黨内產生分歧而被開除出工黨，他联合了几位从工党分离出来的异见分子及聯合黨，组建了澳大利亚国民党。1922年與澳大利亞鄉村黨結為政治聯盟。
作为总理，他曾两度在第一次世界大战期间对派遣澳大利亚人到海外服役的征兵制发起全民公投，均未成功。在之后的巴黎和会上，他坚决不赞成将种族平等写进《国际联盟盟约》中，同时他还将新几内亚这块德国前殖民地划入了澳大利亚的託管地。在大英帝国事务方面，他则寻求与英国更紧密的连接。
1952年10月28日，休斯在自己位于林菲尔德的家中去世，享年90岁。他的国葬在圣安德烈座堂举行，并且是澳大利亚历史上最大型的国葬之一。

## 相片集

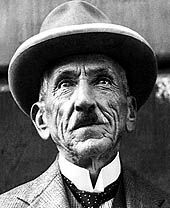
1920年左右的比利·休斯
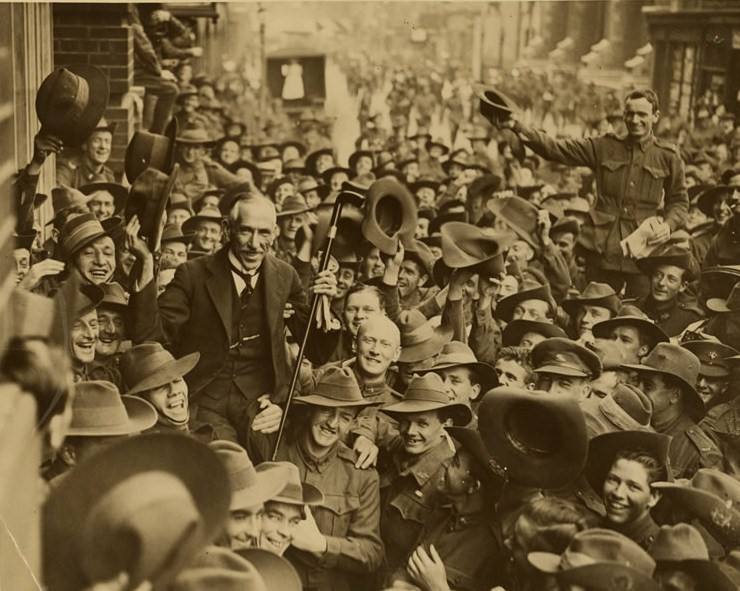
澳洲士兵捧起巴黎和会回来后的休斯
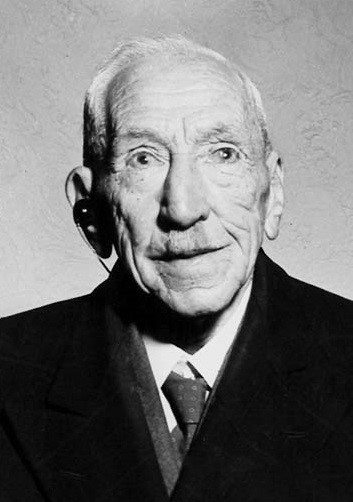
暮年的比利·休斯
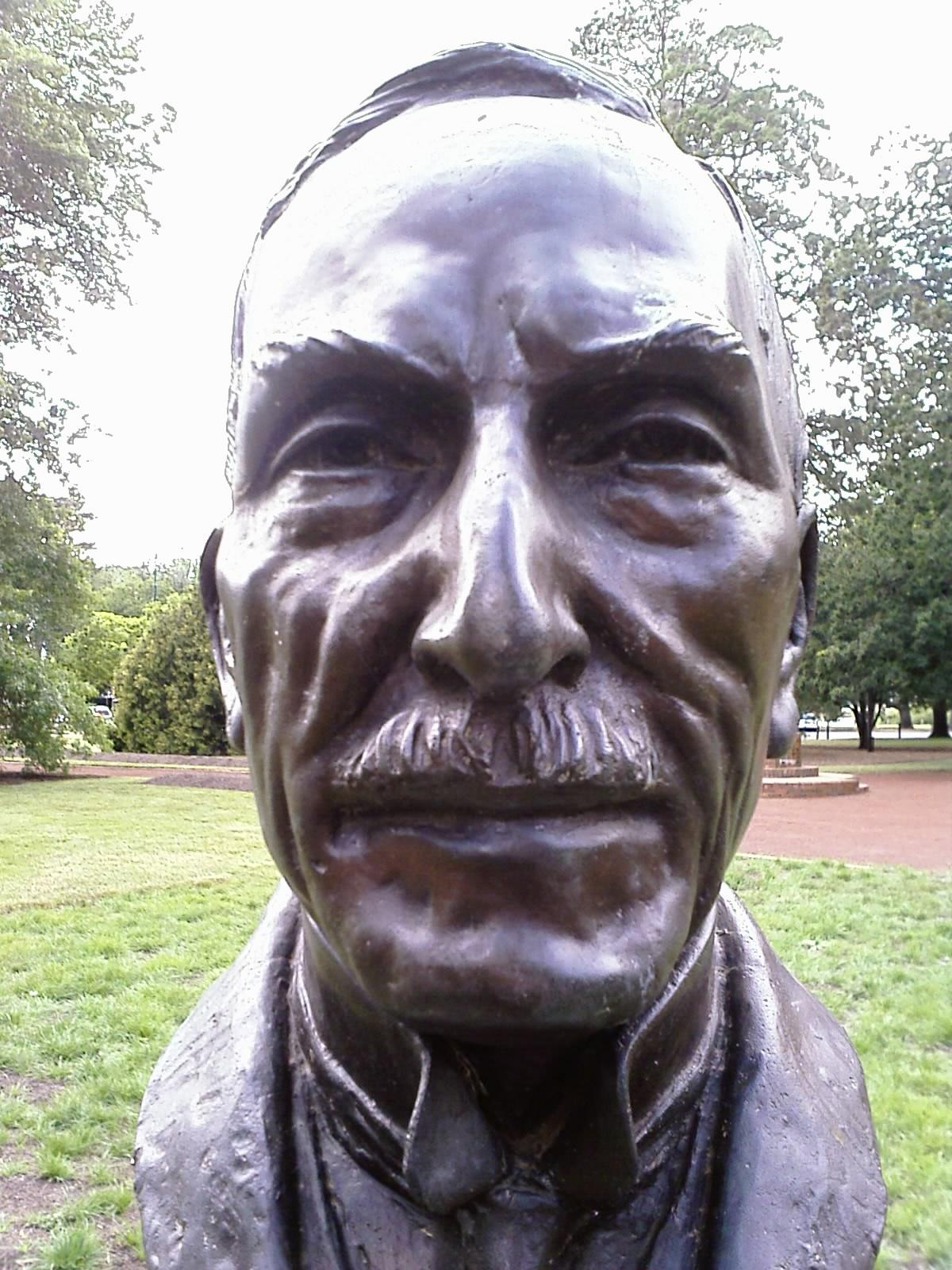
休斯半身像